# Нетцер, Лидия
Лидия Нетцер (англ. Lydia Netzer) — американская писательница.
Её дебютный роман Shine, Shine, Shine был назван одном из 100 самых примечательных романов газетой «Нью-Йорк Таймс». Рассказывает о истории беременной женщины с алопецией, её муже-астронавте, её сыне-аутисте, и её матери, которая умирает от рака.

## Книги
- Shine, Shine, Shine, St. Martin’s Press, 2012г
- Everybody’s Baby: A Novella (Детка Всего: Новелла), St. Martin’s Press, 2014г
- How to Tell Toledo from the Night Sky, St. Martin’s Press, 2014г